# Hans Peter Stihl

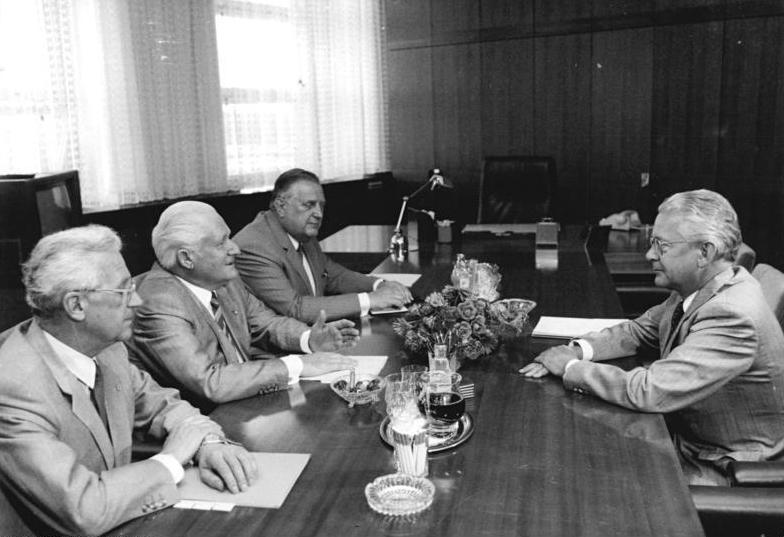
Hans-Peter Stihl

Hans Peter Stihl (Stuttgart, 18 de abril de 1932) é um empresário alemão. Foi presidente da Stihl, de 1973 a 2002. Permaneceu como membro do conselho até 2012. É pai de Nikolas Stihl. Em 2006 tornou-se consul honorário de Singapura. É membro da Robert Bosch GmbH.
Stihl é cidadão honorário de diversas cidades da Alemanha e do Brasil e recebeu diversos prêmios, incluindo a Grã-Cruz de Mérito com Estrela da Ordem do Mérito da República Federal da Alemanha, a Ordem do Mérito da República da Áustria, a Ordem da Cruz da Terra Mariana, o Prêmio Hanns Martin Schleyer e o Prêmio Economia Social de Mercado da Fundação Konrad Adenauer.
O Prêmio Hans Peter Stihl foi instituído em 1999 e denominado em sua honra.